# Tagoloan (Lanao du Nord)
Pour les articles homonymes, voir Tagoloan.
Tagoloan est une localité de la province de Lanao du Nord, aux Philippines. En 2015, elle compte 13 253 habitants.